# Гала Бахмет
Гала Бахмет (англ. Hala Bahmet, укр. Галина Бахмет) — американська художниця-костюмерка українського походження. Відома за серіалами «Це — ми» та «Американська історія злочинів», за роботу над якими отримала дві номінації «Еммі».

## Біографія
Бахмет народилася в українській родині в США. Предки Бахмет були залучені в якості остарбайтерів до примусової праці в Третьому Рейху. Вони були біженцями з 1945 до 1951 року, адже після війни їм не було куди повертатися. Саме тоді вони переїхали в Чикаго, де була активна українська громада. Її батько Віктор (1927—1997) навчався в аспірантурі Іллінойського університету в Урбана-Шампейн, а після закінчення навчання отримав викладацьку роботу в Макалестерському коледжі. Після цього родина переїхала до міста Сент-Пол, де батько почав викладати восени 1969 року і там працював, викладаючи російську літературу та мову. Потім він змінив місце роботи і працював в Водоканалі міста Сент-Пол. ЇЇ мати Ванда працювала хіміком в корпорації 3M, де завідувала лабораторією, а пізніше почала працювати з атомною спектроскопією.
За словами Бахмет, захоплення текстилем та дизайном пов'язане з мамою, Вандою Бахмет. Дитинство Гали було занурене в українські традиції, що і стало поштовхом до вибору подальшої професії. В дитинстві Бахмет по суботах відвідувала українську школу, різні молодіжні організації та українську церкву. Зокрема український дитячий табір Об'єднання демократичної української молоді.
Бахмет закінчила коледж Університету Святої Катерини в місті Сент-Пол.

## Особисте життя
Гала Бахмет має двох сестер — старшу й молодшу.

## Фільмографія
| Рік       | Українська назва                    | Примітки                                                       |
| --------- | ----------------------------------- | -------------------------------------------------------------- |
| 1993      | Зв'язані та завиті: історія кохання |                                                                |
| 1997      | Не кажи мені секретів               |                                                                |
| 1999      | Hi-Line                             |                                                                |
| 2000      | Відчайдушні, але несерйозні         |                                                                |
| 2001      | Рустін                              |                                                                |
| 2001      | Провінціали                         |                                                                |
| 2003      | Будинок з піску і туману            |                                                                |
| 2005      | Лауреат премії Defiance, Огайо      |                                                                |
| 2007      | Все життя перед її очима            |                                                                |
| 2011      | Виховання Боббі                     |                                                                |
| 2013      | Світовотер                          |                                                                |
| 2013      | Подоба                              |                                                                |
| 2014      | Чистка: Анархія                     |                                                                |
| 2015      | Що живе всередині                   |                                                                |
| 2016      | Американська історія злочинів       | Номінація — «Еммі»                                             |
| 2017      | Рівердейл                           |                                                                |
| 2017      | Юність Шелдона                      |                                                                |
| 2016-2019 | Це — ми                             | Номінація — «Еммі» Номінація — «Гільдія художників з костюмів» |

## Нагороди та номінації
| Рік  | Назва                           | Нагорода                                                                        | Номінована робота               | Результат |
| ---- | ------------------------------- | ------------------------------------------------------------------------------- | ------------------------------- | --------- |
| 2016 | «Еммі»                          | Найкращі сучасні костюми                                                        | «Це — ми»                       | Номінація |
| 2018 | «Еммі»                          | Найкращі костюми в історичному або фантастичному серіалі, мінісеріалі чи фільмі | «Американська історія злочинів» | Номінація |
| 2019 | «Гільдія художників з костюмів» | Відмінник сучасного телебачення                                                 | «Це — ми»                       | Номінація |